# Chenzhou
Chenzhou, tidigare romaniserad som Chenchow eller Chenhsien, är en stad på prefekturnivå i Hunan-provinsen i södra Kina. Den ligger omkring 270 kilometer söder om provinshuvudstaden Changsha.

## Administrativ indelning
Den egentliga staden Chenzhou utgörs av två stadsdistrikt. Den omgivande landsbygden, där 75 procent av prefekturens invånare bor, är indelad i  åtta härad. Deusstom lyder en satellitstad på häradsnivå under Chenzhou.
- Stadsdistriktet Beihu - 北湖区 Běihú qū ;
- Stadsdistriktet Suxian - 苏仙区 Sūxiān qū ;
- Staden Zixing - 资兴市 Zīxīng shì ;
- Häradet Guiyang - 桂阳县 Guìyáng xiàn ;
- Häradet Yongxing - 永兴县 Yǒngxīng xiàn ;
- Häradet Yizhang - 宜章县 Yízhāng xiàn ;
- Häradet Jiahe - 嘉禾县 Jiāhé xiàn ;
- Häradet Linwu - 临武县 Línwǔ xiàn ;
- Häradet Rucheng - 汝城县 Rǔchéng xiàn ;
- Häradet Guidong - 桂东县 Guìdōng xiàn ;
- Häradet Anren - 安仁县 Ānrén xiàn.

De båda stadsdistrikten bildades 1994 av de tidigare Chezhous stad på häradsnivå (Chenzhou Shi) och Chenzhou härad (Chenzhou Xian). Samtidigt uppgraderades Chenxhou från prefektur till stad på prefekturnivå (Chenzhou Shi).